# Fairfield West, New South Wales
Fairfield West este o suburbie în Sydney, Australia.